# Echo (naredba)
echo je Unix naredba, obično dostupna na svim *nix operacijskim sustavima kao naredba sustava. Služi za ispis. Na Linuxu postoje dvije inačice echo naredbe: prva je inačica naredba ugrađena u bash ljusku, druga je naredba koja se obično nalazi u /bin direktoriju i pozivamo je (bolje) s env echo ili (lošije) /bin/echo.:
```
$ which echo
/bin/echo

$ ls -l /bin/echo
-rwxr-xr-x 1 root root 25008 Sij 01 2011 /bin/echo

```

POSIX standard preporuča uporabu printf naredbe umjesto echoa zbog implementacijskih razlika ove naredbe na različitim Unix sustavima, tj. u cilju standardizacije i bolje kompatibilnosti programa odnosno skripti. Znakovita je rečenica: Jednostavni echo je najvjerojatnije najiznenađujući uzrok problema pri prebacivanju programa s jednog sustava na drugi (portabilnosti).

## Primjeri
```
> echo Hrvatska wikipedija

Hrvatska wikipedija

```

## PHP
PHP je programski jezik koji velik dio svoje sintakse dijeli slično Perlu sa svojim prethodnicima, C-om i Unix ljuskom, pa kao i Unix ima više od jedne naredbe za ispis teksta, od kojih je jedna upravo "echo". PHP echo nije funkcija za razliku od PHP printfa, nego je jezični konstrukt. Ova razlika očituje se tako što se u slučaju ispisa jednog parametra mogu rabiti zagrade (ali ne moraju), dok se pri ispisu više parametara zagrade ne smiju rabiti, tj. uzrokovat će sintaksnu pogrešku.

## Vanjske poveznice
- http://pubs.opengroup.org/onlinepubs/9699919799/utilities/echo.html